# Granville Hicks
Granville Hicks (Exeter, Nuevo Hampshire, 9 de septiembre de 1901-Franklin Park, Nueva Jersey, 18 de junio de 1982) fue un escritor y crítico literario estadounidense.
En 1934 se hizo editor literario de New Masses y en 1935 se afilió al Partido Comunista de Estados Unidos, el cual sin embargo abandonaría cinco años después, en 1939, a raíz del pacto de no agresión entre Stalin y Hitler; tras su marcha del partido evolucionó a un pensamiento anticomunista. Entre 1958 y 1969 escribió para Saturday Review.
Fue autor de obras como One of Us (The Equinox Press, 1935) —junto a Lynd Ward—, John Reed: The Making of a Revolutionary (The Macmillan Company, 1936) —una biografía del periodista John Reed—, I Like America (Modern Age Books, 1938) y Small Town (1946), entre otras muchas.